# Henry Williams (botánico)
Henry Williams (1823 - 1907 ) fue un orquideólogo y criador en Londres, conocido principalmente por sus artículos sobre horticultura de las orquídeas en publicaciones como The Orchid Grower's Manual (Londres 1894), Select Orchidaceous Plants (Londres 1862 y sig.) y The Orchid Album (Londres 1882- 1897).
- La abreviatura «H.Williams» se emplea para indicar a Henry Williams como autoridad en la descripción y clasificación científica de los vegetales.[1]